# یواس‌اس پی‌سی-۴۷۰
یواس‌اس پی‌سی-۴۷۰ (به انگلیسی: USS PC-470) یک زیردریایی بود که طول آن ۱۷۳ فوت (۵۳ متر) بود. این زیردریایی در سال ۱۹۴۲ ساخته شد.